# Lijst van voetbalinterlands Jordanië - Koeweit
Deze lijst van voetbalinterlands is een overzicht van alle officiële voetbalwedstrijden tussen de nationale teams van Jordanië en Koeweit. De landen hebben tot op heden 24 keer tegen elkaar gespeeld. De eerste ontmoeting, een wedstrijd tijdens de Arab Nations Cup 1963, vond plaats op 2 april 1963 in Beiroet (Libanon). Het laatste duel, een kwalificatiewedstrijd voor het Wereldkampioenschap voetbal 2026, werd gespeeld in Koeweit op 19 november 2024.

## Wedstrijden
| №  | Plaats       | Datum             | Competitie                 | Wedstrijd          | Uitslag |
| -- | ------------ | ----------------- | -------------------------- | ------------------ | ------- |
| 1  | Beiroet      | 2 april 1963      | Arab Nations Cup 1963      | Jordanië − Koeweit | 0 − 4   |
| 2  | Koeweit      | 15 november 1964  | Arab Nations Cup 1964      | Koeweit − Jordanië | 2 − 0   |
| 3  | Bagdad       | 7 april 1966      | Arab Nations Cup 1966      | Jordanië − Koeweit | 2 − 2   |
| 4  | Bangkok      | 21 december 1971  | Azië Cup 1972 kwalificatie | Koeweit − Jordanië | 2 − 0   |
| 5  | Kuala Lumpur | 12 april 1988     | Azië Cup 1988 kwalificatie | Jordanië − Koeweit | 0 − 0   |
| 6  | Amman        | 10 juli 1988      | Arab Nations Cup 1988      | Jordanië − Koeweit | 0 − 1   |
| 7  | Aleppo       | 10 september 1992 | Arab Nations Cup 1992      | Koeweit − Jordanië | 4 − 1   |
| 8  | Koeweit      | 23 december 2002  | Arab Nations Cup 2002      | Jordanië − Koeweit | 2 − 1   |
| 9  | Jinan        | 23 juli 2004      | Azië Cup 2004              | Jordanië − Koeweit | 2 − 0   |
| 10 | Koeweit      | 7 februari 2006   | Vriendschappelijk          | Koeweit − Jordanië | 2 − 1   |
| 11 | Caïro        | 10 oktober 2009   | Vriendschappelijk          | Koeweit − Jordanië | 2 − 1   |
| 12 | Amman        | 28 september 2010 | West-Azië Cup 2010         | Koeweit − Jordanië | 2 − 2   |
| 13 | Sharjah      | 26 maart 2011     | Vriendschappelijk          | Jordanië − Koeweit | 1 − 1   |
| 14 | Amman        | 9 oktober 2013    | Vriendschappelijk          | Jordanië − Koeweit | 1 − 1   |
| 15 | Doha         | 1 januari 2014    | West-Azië Cup 2014         | Jordanië − Koeweit | 2 − 1   |
| 16 | Amman        | 10 oktober 2014   | Vriendschappelijk          | Jordanië − Koeweit | 0 − 1   |
| 17 | Amman        | 13 oktober 2014   | Vriendschappelijk          | Jordanië − Koeweit | 1 − 1   |
| 18 | Istanboel    | 5 juni 2015       | Vriendschappelijk          | Jordanië − Koeweit | 2 − 2   |
| 19 | Erbil        | 7 augustus 2019   | West-Azië Cup 2019         | Koeweit − Jordanië | 1 − 1   |
| 20 | Amman        | 10 oktober 2019   | WK 2022 kwalificatie       | Jordanië − Koeweit | 0 − 0   |
| 21 | Koeweit      | 11 juni 2021      | WK 2022 kwalificatie       | Koeweit − Jordanië | 0 − 0   |
| 22 | Koeweit      | 14 juni 2022      | Azië Cup 2023 kwalificatie | Jordanië − Koeweit | 3 − 0   |
| 23 | Amman        | 5 september 2024  | WK 2026 kwalificatie       | Jordanië − Koeweit | 1 − 1   |
| 24 | Koeweit      | 19 november 2024  | WK 2026 kwalificatie       | Koeweit − Jordanië | 1 − 1   |

## Samenvatting
| Competitie            | Totaal gespeeld | Winst Jordanië | Gelijk | Winst Koeweit | Doelsaldo Jordanië – Koeweit |
| --------------------- | --------------- | -------------- | ------ | ------------- | ---------------------------- |
| WK-kwalificatie       | 4               | 0              | 4      | 0             | 2 − 2                        |
| Azië Cup              | 1               | 1              | 0      | 0             | 2 − 0                        |
| Azië Cup-kwalificatie | 3               | 1              | 1      | 1             | 3 − 2                        |
| West-Azië Cup         | 3               | 1              | 2      | 0             | 5 − 4                        |
| Arab Nations Cup      | 6               | 1              | 1      | 4             | 5 − 14                       |
| Vriendschappelijk     | 7               | 0              | 4      | 3             | 7 − 10                       |
| Totaal                | 24              | 4              | 12     | 8             | 23 − 31                      |

JFA · A-internationals · Bondscoaches · Selecties · Jordaans vrouwenelftal · Olympisch elftal · Jordanië U20 · Jordanië U19 · Jordanië U18 · Jordanië U17
1953 – 1969 · 
1970 – 1979 · 
1980 – 1989 · 
1990 – 1999 · 
2000 – 2009 · 
2010 – 2019 ·
2020 − 2029
1953 · 
1954 · 1955 · 1956 · 
1957 · 
1958 · 1959 · 1960 · 1961 · 1962 · 
1963 · 
1964 · 
1965 · 
1966 · 
1967 · 1967 · 1969 · 1970 · 
1971 · 
1972 · 1973 · 
1974 · 
1975 · 
1976 · 
1977 · 1978 · 1979 · 1980 · 
1981 · 
1982 · 
1983 · 
1984 · 
1985 · 
1986 · 
1987 · 
1988 · 
1989 · 
1990 · 
1991 · 
1992 · 
1993 · 
1994 · 1995 · 
1996 · 
1997 · 
1998 · 
1999 · 
2000 · 
2001 · 
2002 · 
2003 · 
2004 · 
2005 · 
2006 · 
2007 · 
2008 · 
2009 · 
2010 · 
2011 · 
2012 · 
2013 · 
2014 ·
2015 ·
2016 ·
2017 ·
2018 ·
2019 ·
2020 ·
2021 ·
2022 ·
2023
Afghanistan ·
Albanië ·
Algerije ·
Armenië ·
Australië ·
Azerbeidzjan ·
Bahrein ·
Bangladesh ·
Bosnië en Herzegovina ·
Bulgarije ·
Cambodja ·
China ·
Colombia ·
Cyprus ·
Ecuador ·
Egypte ·
Estland ·
Filipijnen ·
Finland ·
Georgië ·
Haïti ·
Hongarije ·
Hongkong ·
India ·
Indonesië ·
Irak ·
Iran ·
Ivoorkust ·
Jamaica ·
Japan ·
Jemen ·
Kazachstan ·
Kenia ·
Kirgizië ·
Koeweit ·
Kosovo ·
Kroatië ·
Laos ·
Libanon ·
Libië ·
Litouwen ·
Maleisië ·
Malta ·
Marokko ·
Mauritanië ·
Moldavië ·
Nepal ·
Nieuw-Zeeland ·
Nigeria ·
Noord-Korea ·
Noorwegen ·
Oezbekistan ·
Oman ·
Pakistan ·
Palestina ·
Paraguay ·
Qatar ·
Saoedi-Arabië ·
Servië ·
Sierra Leone ·
Singapore ·
Slowakije ·
Soedan ·
Spanje ·
Sri Lanka ·
Syrië ·
Tadzjikistan ·
Taiwan ·
Thailand ·
Trinidad en Tobago ·
Tsjaad ·
Tunesië ·
Turkmenistan ·
Uruguay ·
Verenigde Arabische Emiraten ·
Vietnam ·
Wit-Rusland · 
Zambia ·
Zimbabwe ·
Zuid-Jemen ·
Zuid-Korea ·
Zuid-Soedan ·
Zweden
KFA · A-internationals · Bondscoaches · Statistieken · Koeweits vrouwenelftal · Koeweit U21 · Koeweit U20 · Koeweit U19 · Koeweit U18 · Koeweit U17
1960 – 1969 · 
1970 – 1979 · 
1980 – 1989 · 
1990 – 1999 · 
2000 – 2009 · 
2010 – 2019 ·
2020 − 2029
WK 1982
OS 1980 ·
OS 1992 ·
OS 2000
1961 · 
1962 · 
1963 · 
1964 · 
1965 · 
1966 · 
1967 · 
1968 · 
1969 · 
1970 · 
1971 · 
1972 · 
1973 · 
1974 · 
1975 · 
1976 · 
1977 · 
1978 · 
1979 · 
1980 · 
1981 · 
1982 · 
1983 · 
1984 · 
1985 · 
1986 · 
1987 · 
1988 · 
1989 · 
1990 · 
1991 · 
1992 · 
1993 · 
1994 · 
1995 · 
1996 · 
1997 · 
1998 · 
1999 · 
2000 · 
2001 · 
2002 · 
2003 · 
2004 · 
2005 · 
2006 · 
2007 · 
2008 · 
2009 · 
2010 · 
2011 · 
2012 · 
2013 ·
2014 ·
2015 ·
2016 ·
2017 ·
2018 ·
2019 ·
2020 ·
2021 ·
2022
Afghanistan ·
Algerije ·
Armenië ·
Australië ·
Azerbeidzjan ·
Bahrein ·
Bangladesh ·
Bhutan ·
Bosnië en Herzegovina ·
Bulgarije ·
Cambodja ·
China ·
Colombia · 
Cyprus ·
DDR ·
Duitsland ·
Ecuador ·
Egypte ·
Engeland ·
Filipijnen ·
Finland ·
Frankrijk ·
Hongarije · 
Hongkong ·
IJsland ·
India ·
Indonesië ·
Irak ·
Iran ·
Ivoorkust ·
Japan ·
Jemen ·
Jordanië ·
Kameroen ·
Kazachstan ·
Kenia ·
Kirgizië ·
Laos ·
Letland ·
Libanon ·
Libië ·
Litouwen ·
Macau ·
Maleisië ·
Mali ·
Malta ·
Marokko ·
Mongolië ·
Myanmar ·
Nepal ·
Nieuw-Zeeland ·
Noord-Korea ·
Noorwegen ·
Oeganda ·
Oezbekistan ·
Oman ·
Pakistan ·
Palestina ·
Polen ·
Portugal ·
Qatar ·
Saoedi-Arabië ·
Singapore ·
Slowakije ·
Soedan ·
Sovjet-Unie ·
Syrië ·
Tadzjikistan ·
Taiwan ·
Thailand ·
Trinidad en Tobago ·
Tsjechië ·
Tsjecho-Slowakije ·
Tunesië ·
Turkmenistan ·
Verenigde Arabische Emiraten ·
Verenigde Staten ·
Vietnam ·
Wales ·
Zambia ·
Zimbabwe ·
Zuid-Korea ·
Zuid-Vietnam
Engeland (1982) · 
Frankrijk (1982) · 
Tsjecho-Slowakije (1982)